# Fantastic'Arts 2001
Le huitième festival Fantastic'Arts s'est déroulé du 24 au 28 janvier 2001. La thématique fut : Les mondes parallèles.

## Palmarès
| Prix                                     | Attribué à                                                                                      | Pays              |
| ---------------------------------------- | ----------------------------------------------------------------------------------------------- | ----------------- |
| Grand prix du festival                   | Thomas est amoureux de Pierre-Paul Renders                                                      | France - Belgique |
| Prix du jury                             | Insomnies (Chasing Sleep) de Michael Walker (en)                                                | États-Unis        |
| Prix de la critique                      | Tales of the Unusual de Masayuki Ochiai, Masayuki Suzuki, Mamoru Hoshi (ja) et Hisao Ogura (ja) | Japon             |
| Prix du jury jeunes                      | Thomas est amoureux de Pierre-Paul Renders                                                      | France - Belgique |
| Prix des lecteurs Ciné-Live              | Thomas est amoureux de Pierre-Paul Renders                                                      | France - Belgique |
| Prix Télé K7 du public - vidéo           | Éclosion (They Nest) de Ellory Elkayem                                                          | États-Unis        |
| Grand prix du court métrage fantastique  | Quand on est amoureux c'est merveilleux de Fabrice Du Welz                                      | Belgique          |
| Prix Canal+ du court métrage fantastique | Épidermique de Célia Canning                                                                    | France            |
| Prix du vidéo clip fantastique           | Sabrina de Einsturzende Neubauten pour John Hillcoat                                            | Royaume-Uni       |
| Prix littéraire                          | Le Templier de François Angelier                                                                |                   |
| Prix du jeu vidéo                        | Resident Evil: Code Veronica : Editeur Capcom pour Dreamcast                                    |                   |

## Films en compétition
- Insomnies (Chasing Sleep) de Michael Walker (en) ( Canada,  États-Unis,  France)
- Intuitions (The gift) de Sam Raimi ( États-Unis)
- Ginger Snaps de John Fawcett ( Canada)
- Terror Tract de Lance W. Dreesen et Clint Hutchison ( États-Unis)
- Sept jours à vivre (Seven Days to Live) de Sebastian Niemann ( Allemagne,  République tchèque,  États-Unis)
- Tales of the Unusual (世にも奇妙な物語 映画の特別編, Yonimo kimyō na monogatari: Eiga no tokubetsu hen?) de Masayuki Ochiai, Masayuki Suzuki, Mamoru Hoshi (ja) et Hisao Ogura (ja) ( Japon)
- Thomas est amoureux de Pierre-Paul Renders ( Belgique,  France)
- Les Morsures de l'aube d'Antoine de Caunes ( France)

## Courts métrages en compétition
- Antinome de Grégory Morin ( France)
- Coup de lune de Yann Piquer ( France)
- Épidermique de Célia Canning ( France)
- La divine inspiration de Claus Drexel ( France)
- La douche de Michel Kammoun (en) ( France)
- La reine de nacre de Bernard Werber et Sébastien Drouin ( France)
- Le dernier rêve de Emmanuel Jespers ( France)
- Quand on est amoureux, c’est merveilleux de Fabrice du Welz ( France)

## Films hors-compétition
- L'Exorciste - version longue (The exorcist: the version you've never seen) de William Friedkin ( États-Unis)
- Cherry Falls de Geoffrey Wright ( États-Unis)
- Bruiser de George A. Romero ( France,  Canada,  États-Unis)
- Flashback (Flashback - Mörderische Ferien) de Michael Karen (de) ( Allemagne)
- L'Exorciste, tournage d'un film maudit (The Fear of God : 25 Years of "The Exorcist") de Mark Kermode (en) ( Royaume-Uni)
- Belphégor de Gérard Dupeyrot ( France) (séance enfant)

### Séances spéciales
- Audition (オーディション, Ōdishon?) de Takashi Miike ( Japon)
- Memento Mori (여고괴담 두번째 이야기, Yeogogoedam dubeonchae iyagi) de Kim Tae-yong (ko) et Min Kyu-dong ( Corée du Sud)

### Nuit trash
- Face aux démons (The Irrefutable Truth About Demons) de Glenn Standring (en) ( Nouvelle-Zélande)
- Versus, l'ultime guerrier (Versus) de Ryūhei Kitamura ( Japon)
- Le Couvent (The Convent) de Mike Mendez ( États-Unis)

### Nuit Ring
- Ring 0 : Le Commencement (リング0 バースデイ, Ringu 0: Bāsudei?) de Norio Tsuruta ( Japon)
- Ring (リング, Ringu?) de Hideo Nakata ( Japon)
- Ring 2 (リング2, Ringu 2?) de Hideo Nakata ( Japon)

### Rétrospective "L'extra...ordinaire ou Les Mondes Parallèles"
- L’ange exterminateur (El ángel exterminador) de Luis Buñuel ( Mexique)
- Eraserhead de David Lynch ( États-Unis)
- Les ailes du désir (Der Himmel über Berlin) de Wim Wenders ( Allemagne de l'Ouest /  France)
- L’Enfant miroir (The Reflecting Skin) de Philip Ridley ( Royaume-Uni /  Canada)
- Créatures célestes (Heavenly Creatures) de Peter Jackson ( Nouvelle-Zélande)
- Dans la peau de John Malkovich (Being John Malkovich) de Spike Jonze ( États-Unis)
- The Cell de Tarsem Singh ( États-Unis /  Allemagne)

## Inédits vidéo
- Éclosion (They Nest) de Ellory Elkayem ( États-Unis)
- Beyond, le secret des abysses (Dykkerne) de Åke Sandgren ( Danemark /  Suède)
- Jason et les Argonautes (Jason and the Argonauts) de Nick Willing ( États-Unis /  Turquie)
- Robocop 2001 (RoboCop: Prime Directives) de Julian Grant ( Canada)

## Jury

### Jury longs métrages
Président du jury : Roland Joffé
- Juliette Lewis
- Mathilda May
- Frédéric Bézian
- Alain Chamfort
- Ticky Holgado
- Jean-Pierre Kalfon
- Serge Lama
- Marc Levy
- Bill Pullman
- Frédérick Tristan.

### Jury courts métrages
Président du jury : Richard Bohringer
- Hélène de Fougerolles
- Sophie Mounicot
- Charlotte Valandrey
- Lorànt Deutsch
- Atmen Kelif

### Jury clips vidéos
Président du jury : Laurent Boyer
- Mareva Galanter
- Philippe Kelly
- Adeline Blondiau
- Laurent Petitguillaume

### Auteurs du Salon du Grimoire
- Auteurs présents : Henri Loevenbruck, Jay Elis et Renaud Benoist

### Colloque "L'extra...ordinaire ou les Mondes Parallèles"
Animateur : Frédérick Tristan
- Jean Didier (médium)
- Solange de Mailly Nesles (astrologue)
- Marie-Laure Colonna (psychanalyste jungienne)
- Paul-Georges Sansonetti (angélologue et spécialiste de l'histoire des mythes dans le cinéma)